# Roberto Maria Cucinotta

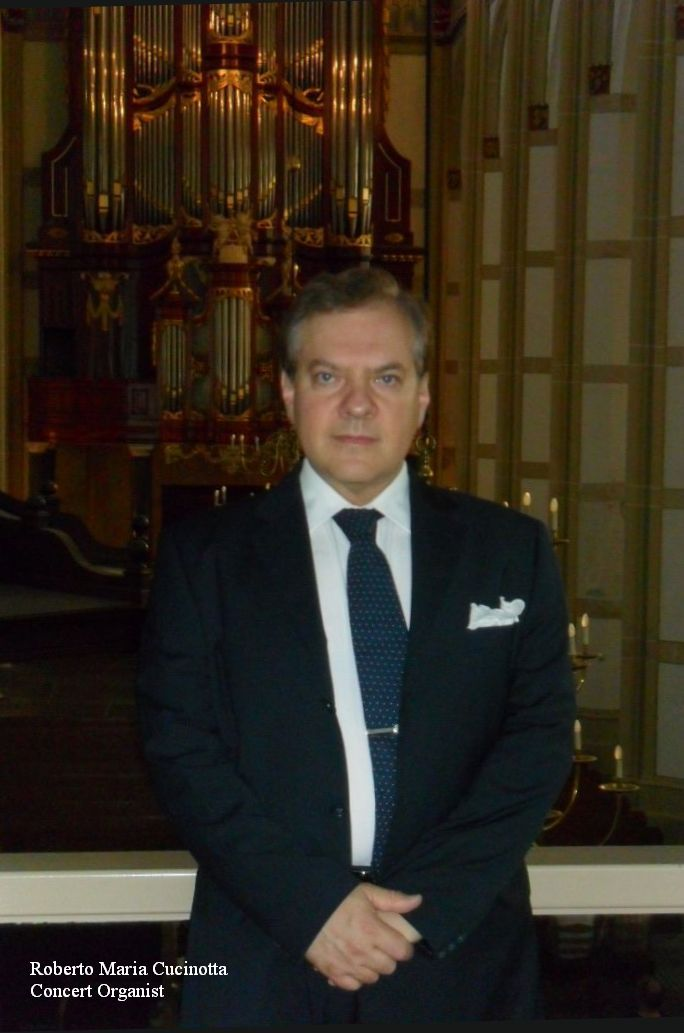
Roberto Maria Cucinotta

Roberto Maria Cucinotta (Monza, 11 agosto 1956) è un organista e compositore italiano.

## Biografia
Compiuti gli studi superiori in chimica, ha studiato con Giovanni Walter Zaramella conseguendo il diploma in Organo e Composizione Organistica presso il Conservatorio Felice Evaristo dall'Abaco di Verona. Presso il Conservatorio Giuseppe Verdi di Como si è laureato in Pianoforte (Biennio superiore di 2º Livello) nella classe del M° Mario Patuzzi.
Si è perfezionato con Jean Langlais, con cui ha approfondito l'Improvvisazione organistica e la letteratura organistica moderna oltre che l'analisi delle opere organistiche dello stesso Langlais.
Ha ricoperto diversi incarichi come organista e direttore di coro, dal 1985 è organista onorario della Collegiata Insigne di Sant'Ambrogio di Alassio (Savona) che racchiude 3 significativi organi di diversa collocazione storica e stilistica.
Ha tenuto diverse centinaia di concerti come solista d'organo oltre che in qualità di compositore-interprete, di pianista e clavicembalista. Si è prodotto in varie formazioni strumentali e corali, tenendo molti concerti in Italia, Austria, Francia, Giappone, Germania, Paesi Bassi, Svizzera italiana e tedesca; ha effettuato numerosi concerti inaugurali per nuovi pregevoli organi e restauri di strumenti storici.

## Opere
Come compositore ha composto oltre 90 composizioni per organo che spaziano dallo stile libero, modale e atonale a quello contrappuntistico, con composizioni stilisticamente volte anche alla valorizzazione dell'antica modalità gregoriana mediante stilemi contemporanei.
Ha composto molte pagine di musica vocale sacra pensate per varie occasioni liturgiche e un ciclo di cinque cantate sacre per mezzosoprano e organo. Al pianoforte ha dedicato 22 composizioni raccolte in diverse raccolte cicliche e una sonata in quattro movimenti.
Si è occupato di didattica musicale scrivendo, oltre a composizioni dedicate all'apprendimento dello strumento, opere tra cui Trattato di composizione organistica (in 2 volumi), Trattato di accompagnamento organistico al canto gregoriano, Manuale didattico per lo studio del dettato musicale.
Ha inoltre prodotto diverse trascrizioni per organo di opere provenienti da autori quali Bach, Vivaldi, Handel e Albinoni.
La composizione musicale ha impegnato l'intero percorso di vita in una continua sperimentazione e consolidamento dell'esperienza contrappuntistica e di elaborazione della modalità gregoriana che nel corso del tempo ha consolidato in uno stile personale di introspezione delle forme organistiche classiche con un linguaggio coerente alle sonorità organistiche.
È autore di musica Vocale Sacra e per Pianoforte. Sue composizioni sono eseguite in Italia ed Estero ed edite da diverse case editrici: Ediz.Pizzicato Verlag Helvetia, Ediz.Zanibon-Armelin (Padova), Pro Arte Musica, Ediz. Berben (Ancona), Ediz.Carrara (Bergamo), Ediz. Ruginenti (Milano). È inoltre autore di diverse opere didattiche musicali tra cui: Trattato di Composizione Organistica (in 2 volumi); Trattato di Accompagnamento Organistico al Canto Gregoriano; Trattato didattico per lo studio del Dettato Musicale.

## La Musica per Organo
COMPOSIZIONI EDITE:
- Contrasti Gregoriani Pro Antico Organo Italico - Ediz. Carrara-Bergamo 4290 / 1997
- Phantasie d'Orgue  -  Ediz.Pizzicato Verlag Helvetia PVH 383 / 1999
- Fantasia et Fuga Pro Organo Pleno - Ediz.Pizzicato Verlag Helvetia     PVH 183  / 1999
- Partite sul Corale "Alle Menschen Mussen Sterben"  -  Ediz.   Berben-Ancona E.4283B.
- Partite Gregoriane super "Kyrie Missa Gregoriana Orbis Factor"  -  Ediz.Berben-Ancona  E.4282B.
- Sei Pezzi Mariani per Organo:

vol. 1   Edizione Armelin - AV 86 - Padova 2008
- Praeludium et fuga super Salve Regina
- Improvvisazione su Salve Regina
- Variazioni e toccata su Salve Regina

vol. 2  Edizione Armelin - AV87 - Padova 2008
- Improvvisazione e fuga su Ave Maria di Lourdes
- Improvvisazione e fuga su Ave Maria di Fatima
- Variazioni e fuga su Ave Maris Stella

EDIZIONI PRO MANUSCRIPTO
Volume Primo: 15 Composizioni da Concerto in Stile Libero
- Sonata  Prima per Organo
- Dialog sur les Grands Jeux
- Collage (Toccata in forma di Trittico)
- Phantasie d'Orgue
- Capriccio per Organo
- Trittico per Organo
- Introduzione e Passacaglia
- Arioso per Organo
- Aria per Organo
- Improvvisazione su  "Te Deum"
- Introduzione e Litanie
- Toccata-Fantasia
- Fantasia et Fuga pro Organo Pleno
- Toccata alla Levatione
- Toccata et Fuga super "De Profundis"

Volume Secondo: 13 Composizioni da Concerto in Forma di Partita e Variazione
- Suite Medioevale (1982)
- Suite Liturgica
- Suite Sinfonica
- Suite Breve
- Contrasti Gregoriani Pro Antico organo Italico
- Partite sul Corale "In Dulci Jubilo"
- Partite Gregoriane
- Partite sul Corale "Alle Menschen Mussen Sterben"
- Partite sul Corale "Wie schon leuctet der Morgerstern"
- Variazioni  et Fuga super "Victimae Pashali Laudes"
- Variazioni et Fuga super  "Ave Maris Stella"
- Fantasia sul Corale  "Aus Tiefer not Schrei' Ich zu Dir"
- Improvvisazione su un Thema Liturgico "Pange Lingua"

'Volume Terzo: 11 Composizioni  da Concerto per Organo su Temi Gregoriani
- Dialoghi  Gregoriani
- Preludio Recitativo e Aria Fugata
- Praeludium et  Fuga super "Salve Regina"(ant.us.279)
- Fantasia et Fuga super "Viri Galilaei (Intr.  Us.486)
- Variazioni  e Toccata super "Salve Regina"
- Preludio et Fuga su Antiqui Modi
- Fantasia super  "Pueri Samuel"   (Ant.Greg. ad Magnificat Us.960)
- Toccata et Fuga super "Dies Irae" (per Pedale solo).
- Improvvisazione  e Fuga super  "O Filii et Filiae"
- Fantasia super  "Conditor Alme Siderum   (Inno Ambrosiano)
- Fantasia e Toccata su  un'Antifona Gregoriana  (Us.467)

Volume Quarto: 9 Composizioni da Concerto  per Organo
- Improvvisazione e Toccata  super  "Te Deum"  (Introitus – Dialog – Toccata) (2009)
- Suite Liturgica Secunda super "Missa de Angeli"  (Fantasia super Kyrie -Fantasia super Gloria -Trio super Credo -Toccata alla Levatione super Sanctus et Agnus Dei - Toccata super Ite Missa Est)
- Quattro Preludi Organistici al Cantemus Domino Ambrosiano  (Cantate al Signore - O Filii et Filiae - Io sono Pane Vivo - Veni Creator) (2004)
- Pastorale da concerto (2010)
- Toccata, Corale e Fuga Modali  su "Adeste Fidelis"  (2005)
- Variazioni Accademiche e Fuga su un Antico Canto di Natale (Adeste Fidelis)  (Versione 1979-2009)
- Variazioni e Fuga su un Salmo di P.Turoldo (2010)
- Fantasia e Fuga (Variazioni) su: "Dolce Sentire" (2004)
- Messa di Nozze  A.D. 2002 (Processionale - Marcia - Alleluia - Offertorium - Sanctus - Comunio - Finale)

Volume Quinto: 8 Composizioni da Concerto  per Organo
- Trois Danses pour Orgue  (Dans Antique-Dans dialogée-Dans de Joie)  (2005)
- Variations et Fugue su Un Theme Profane "Fra Jaques"  (2007)
- Variations sur la Sarabande de F.Couperin (du Quatrième Concert Royaux)    (2008)  (Sarabande - Duo -Trio-Gran Jeux I - Cadenze pour Pedale solo - Dialogue sur le Trompete - Gran Jeux II - Sarabande)
- Improvvisation and Fugue on a Theme of H.Purcell
- Tokkata - Recitativ - Litanies und Fuge F-moll  (2010)
- Praeludium et Fuga C-Dur (2002)
- Sonata in Trio per Organo C-Dur  (Allegro-Adagio-Fugato)  (2004)

### Composizioni Organistiche di Scuola in Stile Accademico
- Antologia al Trattato di Composizione Organistica  Vol. 2:
- Variazioni Contrappuntistiche Accademiche e Fuga sul Corale Natalizio "Wom himmel hoch, da komm ich her" (2004)
- 15  Piccole Fughe (Manualiter) a 2 voci perOrgano
- 23  Grandi fughe (da concerto)   a 3 e 4 voci  per  Organo
- 12  Brevi Motetti  Liturgici su testo Latino per Voce e Organo   (Ave Maria  (II 1981) - In Deo speravit  (IV 1981 - Alleluia  (IV 1981) - Ave gratia plena  (VII 1981) - Exsultavit  (VIII 1981) - Cantate Domino - Dicit Dominus - Benedictus Deo Patri - Spiritus Domini - Veni Creator Spiritus - Beata es virgo - Venite benedicti)

### Musica da camera con organo
- Trittico per Tromba e Organo
- Recitativo - Andante e Fuga (Sonatina) per Flauto traverso e Organo
- Dialoghi Sinfonici per Pianoforte e Organo
- Concerto per Organo, Orchestra da Camera e Timpani (2016)
- Sei Cadenze solistiche (Organo) per le Sonate da Chiesa per Organo e Archi di W.A.Mozart :                                                                                                                                                                                                             n° 8 F-Dur KV 224  n° 3 D-Dur KV 69   n° 11 F-Dur KV 244  n° 10 A-Dur KV 225       n° 17 C-Dur KV 328       n° 18 C-Dur KV 336

### Musica Sacra
- Missa Antiqua per Soli Coro a 3 voci e Organo
- Missa Bizantina per soli Coro a 4 voci e Organo
- Resurrexit Dominus I et II
- Ecce Sacerdos Magnus
- Tu es Sacerdos a 4 voci e organo
- Tu es Sacerdos per Soprano 2 Trombe e Organo (2004)
- Inno a San Luigi Orione, su testo di Angelo D'Acunto Archiviato il 9 maggio 2023 in Internet Archive. (2004)
- Inno a San Biagio per Mezzosoprano Coro e Organo (2019)

### Cantate sacre
- Magnificat Anima Mea (Cantata per Alto e Organo) (1998)
- Salve Regina I (Cantata per Mezzosoprano e Organo) (2000)
- Salve Regina II (Cantata per Mezzosoprano e Organo) (2004)
- Ave Maris Stella (2004)
- Requiem for Japan, Cantata per Mezzosoprano e Organo (2011)

### Composizioni per pianoforte
- Sonatina Barocca (1983)
- Fantasia in Si minore (1984)
- Tre Aquerelli per Pianoforte (1985)
- Sei Romanze per Pianoforte (1985)
- Pavana per Pianoforte (1985)
- Ricercare I per Pianoforte (1995)
- Ricercare II per Pianoforte (1996)
- Klavierstucke Choral Phantasie und Fuge "In Memoriam Paul Giezendanner" (2002)
- Variations and Fugue on a Traditional Japanese Song "Sakura, sakura" (2006)
- Prelude et Fugue sur un Theme de Maurice Ravel (2002)
- Sonata Canonica per Pianoforte (Allegro - Intermezzo - Scherzo - Fuga) (2014-2015)
- 3 Etudes de concert (2014-2015)
- Fantasie accademique en forme de Caconne et Fugue sur le nom de "Eric Satie" (2015)
- Fiori Musicali per Pianoforte (2016)
- Prelude et Fugue en Mi majeur pour le Piano (2020)
- Sonatina per piccole mani (2018)
- Praeludium et Fugue II en Re mineur (2022)

## Opere Didattiche
- Trattato Didattico di Composizione Organistica (2004)
- Trattato Didattico per lo studio del Dettato Musicale ad uso delle scuole di Teoria Solfeggio e Dettato Musicale (1984)
- Trattato Didattico per l'Accompagnamento Organistico del Canto Gregoriano
- Il Canto Gregoriano nella Composizione e nell'Improvvisazione Organistica

## Discografia
- CD per Organo e Mezzosoprano edito dalle Edizioni Video Radio Classic-Fonola (Vivaldi-Bach - Vivaldi Stabat Mater) (2001).

- CD Nell'ambito della XVIII Rassegna Organistica su organi storici della Bergamasca, ha inciso per la Provincia di Bergamo con le edizioni Carrara (2000).
- CD Sub Honoris Sancti Ambrosii - Live - Organo Storico della Collegiata insigne di Alassio 6 Dicembre 2004 (ProArteMusica Record)
- CD Doppio registrato agli storici organi di S.Michele a Leffe BG (CD1) e S.Martino a Leffe BG (CD2)   Edizioni ECO di Monza con il patrocinio del Comune di Leffe e della Provincia di Bergamo (2007).
- CD Live Edito dalla 45ª Rassegna Organistica Valsassinese (Edizione 2016) VivaRed Record (ProArteMusica).